# 大府市民体育館
大府市民体育館（おおぶしみんたいいくかん）は、愛知県大府市にある総合体育館で、市制15周年を記念して建設された。また、横根町にあることから「横根体育館」とも呼ばれる。
ここでは隣接する横根グラウンドについても記述する。

## 概要
大府市の市制15周年を記念して建設された総合体育館で、横根グラウンドが隣接する。各種室内競技の練習や大会の会場として使用されるが、とりわけ大府市が力をいれるバドミントン競技の会場として使用されることが多く、1994年（平成6年）に開催されたわかしゃち国体では、バドミントン競技の会場として使用されたほか、1996年（平成8年）には全国中学校バドミントン大会、2010年（平成22年）9月には大府市制40周年記念として全日本ジュニアバドミントン選手権大会が開催された。このほかバドミントン日本リーグの試合も開催される。また、毎年10月下旬の土日には大府市産業文化まつりの会場となる。
2018年（平成30年）8月24日、大府市でケーブルテレビ事業を行う知多メディアスネットワークがネーミングライツパートナーとして命名権を取得し、2018年（平成30年）10月1日から2028年（令和10年）9月30日の10年間、愛称が『メディアス体育館おおぶ（Medias Gymnasium Obu）』となる。

## 施設

### 競技施設
- メインアリーナ
- 第1サブアリーナ
- 第2サブアリーナ
- 弓道場

### その他の施設
- トレーニングルーム
- ランニングコース
- ミーティングルーム
- 会議室
- 視聴覚室
- 放送室

ほか

## 横根グラウンド
横根グラウンド（よこねグラウンド）は、大府市民体育館に隣接する市営のグラウンド。面積は15,602m2で、野球1面、ソフトボール2面、サッカー1面、その他球技などにも使用できる。また、大府市民体育館と共に大府市産業文化まつりの会場に使用されるほか、大府市の震火災避難広場にも指定されている。

## 交通アクセス
- JR東海道本線・武豊線「大府駅」より徒歩で約15分。
- 大府市循環バス（ふれあいばバス）：東コース「市民体育館」バス停で下車。

## 周辺施設
- 大府市消防本部
- 中京テレビハウジング大府